# Књижевне награде
Награда за књижевност у различитим жанровима назива се књижевном наградом.  Успостављене су са немјером да допринесу препознатљивости и истрајности књижевника, писаца и публициста.

### А
- Награда „Андра Гавриловић”
- Андрићева награда
- Награда „Арка”
- Амблем тајног писма света

### Б
- Багдалин прстен Деспот Стефан Лазаревић
- Балканика (књижевна награда)
- Награда „Беловодска розета”
- Књижевна награда „Београдски победник”
- Награда „Бескрајни плави круг”
- Књижевна награда „Библиос”
- БИГЗ-ова награда
- Награда „Биљана Јовановић” Српског књижевног друштва
- Награда „Богдан Чиплић”
- Борбина награда за књижевност
- Награда „Борисав Станковић”
- Награда „Борислав Михајловић Михиз”
- Награда „Борислав Пекић”
- Награда „Бранислав Нушић”
- Награда „Бранко Миљковић”
- Међународна награда „Бранко Радичевић”
- Бранкова награда

### В
- Награда „Васко Попа”
- Велика базјашка повеља
- Велика награда Иво Андрић
- Награда „Вељкова голубица”
- Списак добитника награде „Вељкова голубица”
- Вибова награда
- Награда „Владан Десница”
- Награда „Војислав Илић Млађи”

### Г
- Књижевна награда „Господин вир”
- Награда Грачаничка повеља
- Награда „Григорије Божовић”
- Награда Гроздана Олујић

### Д
- Награда „Дејан Медаковић”
- Деретина књига године
- Награда „Десанка Максимовић”
- Награда „Десимир Тошић”
- Дисова награда
- Награда „Др Шпиро Матијевић”
- Драганова награда
- Награда „Драгиша Кашиковић”
- Награда Драинац
- Награда „Дрво живота”
- Награда за животно дело Друштва књижевника Војводине
- Дучићева награда
- Награда „Душан Васиљев”
- Награда „Душан Радовић”

### Ђ
- Награда „Ђорђе Јовановић”
- Награда „Ђура Јакшић”

### Е
- Европска награда за поезију „Петру Крду”
- Награда „Шинко Ервин“

### Ж
- Награда „Женско перо”
- Награда Жичка хрисовуља

### З
- Награда Заплањски Орфеј
- Златна сова
- Награда Златна српска књижевност
- Награда „Златна струна”
- Награда „Златни кључ Смедерева”
- Награда „Златни кључић”
- Награда Златни крст кнеза Лазара
- Награда „Златни прстен Багдале”
- Награда „Златни прстен деспота Стефана Лазаревића”
- Награда „Златни сунцокрет”
- Награда „Златно слово”
- Награда „Змај Огњени Вук”
- Змајева награда

### И
- Награда Извиискра Његошева
- Инстелова награда
- Награда Исидора Секулић
- Награда „Исидориним стазама”

### Ј
- Књижевна награда „Јанош Херцег”
- Награда „Јефимијин вез”

### К
- Повеља „Карађорђе”
- Награда „Карољ Сирмаи”
- Књижевна награда "Звонимир Шубић"
- Књижевна награда „Ђура Ђуканов”
- Књижевна награда „Мома Димић”
- Награда Књижевни вијенац Козаре
- Награда Кондир Косовке девојке
- Награда Кочићева књига
- Награда Кочићева књига за драму
- Кочићева награда
- Награда Кочићево перо

### Л
- Награда Лаза К. Лазаревић
- Награда Лаза Костић
- Награда Лазар Вучковић
- Награда Ленкин прстен
- Награда Лепосава Мијушковић

### Љ
- Награда Љубомир П. Ненадовић

### М
- Награда „Марко Миљанов”
- Награда Матићев шал
- Међународна награда за књижевност Нови Сад
- Награда Меша Селимовић
- Награда Милан Ракић
- Награда „Милан Богдановић”
- Награда Милица Стојадиновић Српкиња
- Награда Милован Видаковић
- Награда „Милош Н. Ђурић”
- Награда Милош Црњански
- Награда Милутин Бојић
- Награда „Милутин Ускоковић”
- Књижевна награда „Миодраг Борисављевић”
- Награда Миодраг Ђукић
- Награда Мирослав Антић
- Књижевна награда Мирослав Дерета
- Књижевна награда „Mирослав Јосић Вишњић”
- Награда Мирослављево јеванђеље
- Награда Михаило Ђорђевић
- Награда Младен Лесковац
- Награда Момо Капор

### Н
- Награда „Глигорије Возаровић”
- Награда „Данко Поповић”
- Награда „Србољуб Митић”
- Награда Бранко Ћопић
- Награда Вукове задужбине
- Награда Голубић
- Награда Гордана Брајовић
- Награда Градске библиотеке Панчево
- Награда Доситејево перо
- Награда Друштва књижевника Војводине за књигу године
- Награда Душан Панковић
- Награда Мали Принц
- Награда Народне библиотеке Србије за најчитанију књигу године
- Награда Никола Милошевић
- Награда Песничка хрисовуља
- Награда Плави чуперак
- Награда Радоје Домановић
- Награда Славиша Николин Живковић
- Награда Српске књижевне задруге
- Најбоље из Баната
- Књижевна награда Невен
- Награда „Николај Тимченко”
- НИН-ова награда
- Награда „Новица Тадић”
- Нолитова награда
- Награда „Јелена Балшић”

### О
- Награда „Одзиви Филипу Вишњићу“
- Награда „Оскар Давичо”

### П
- Награда „Павле Марковић Адамов”
- Паунова награда
- Награда Перо деспота Стефана Лазаревића
- Награда „Петровдански вијенац”
- Награда „Печат вароши сремскокарловачке”
- Награда „Печат времена”
- Награда „Печат кнеза Лазара”
- Повеља Удружења књижевника Србије
- Књижевна награда „Политикиног Забавника”
- Просветина награда за књижевност

### Р
- Награда „Раде Обреновић”
- Награда „Ристо Ратковић”

### С
- Наградни конкурс Савеза јеврејских општина Србије
- Награда „Светозар Ћоровић”
- Награда „Славко Јунгић Јесеј”
- Награда „Сретен Марић”
- Награда „Станислав Винавер”
- Наградa „Станислав Лем”
- Награда „Стеван Сремац”
- Награда „Стеван Сремац” за новинску причу
- Награда „Стеван Пешић”
- Стеријина награда за текст савремене драме
- Стеријина награда за текст савремене комедије
- Награда Стефан Митров Љубиша
- Награда „Стражилово”

### Т
- Награда „Теодор Павловић”
- Награда „Тодор Манојловић”
- Награда „Троношки родослов”

### Ч
- Награда „Чедомир Мирковић”

Једна од најпознатих награда је награда Матице Српске, која носи назив "Бескрајни плави круг у спомен романа Сеобе, српског писца Милоша Црњанског.
Такође, позната награда у Црној Гори је "Залога" по роману књижевника Владимира Мијушковића.
Награду залога добио је Витомир Вито НиколиЋ, Добрило Павић, Милош Кецојевић, Јован Драшковић, Мишо Драшковић, Светлана Мандић, Славко Милић, Спасоје Бајовић, Софија Симовић Пејовић и други.